# Schwarzes Moor bei Bülstedt
Das Schwarze Moor bei Bülstedt ist ein Naturschutzgebiet in der niedersächsischen Gemeinde Bülstedt im Landkreis Rotenburg (Wümme).

## Allgemeines
Das Naturschutzgebiet mit dem Kennzeichen NSG LÜ 147 ist rund 22 Hektar groß. Das Gebiet steht seit dem 2. Februar 1987 unter Naturschutz. Zuständige untere Naturschutzbehörde ist der Landkreis Rotenburg (Wümme).

## Beschreibung
Das Naturschutzgebiet liegt nordöstlich von Bülstedt und stellt eine kleine Hochmoorfläche unter Schutz. Das Moor ist Quellgebiet eines Nebengewässers der Wörpe, das in seinem Verlauf durch die das Schutzgebiet umgebenden intensiv genutzten landwirtschaftlichen Flächen zum Entwässerungsgraben ausgebaut ist. Im Naturschutzgebiet wird die Moorfläche im Osten und Süden von Grünland umgeben. Im Nordwesten befindet sich ein Wildacker am Rand des Naturschutzgebietes. Im Norden ist der Rest von Sandheiden zu finden sowie Moorheide im Übergangsbereich zum Hochmoor. Durch Wasserrückhaltung wird die weitere Entwässerung des Moores verhindert und die Hochmoorvegetation gefördert. 